# Anders Sparrfelt
Anders Sparrfelt, född 1645, död 14 mars 1730 på Stensätra i Turinge socken, Södermanland, var en svensk militär och ämbetsman.
Sparrfelt blev student vid Greifswalds universitet 1653, kanslijunkare 1668, ryttmästare 1674, kapten vid Ture Oxenstiernas infanteriregemente samma år och vid bergsregementet eller malmöska regementet 1675. Han blev major vid Västerbottens regemente 1676 och överstelöjtnant där samma år. Den 1 juni 1676 befann han sig ombord på regalskeppet Kronan då detta förliste i slaget vid Ölands södra udde, men överlevde mirakulöst. Han utsågs till överstelöjtnant vid sin svåger Axel Rehnskiölds kavalleriregemente 1677 och vid Älvsborgs regemente 1686. Han lämnade sedan Sverige och blev överstelöjtnant greve Gustaf Lewenhaupts regemente i Holland 1688, kommendant i Breda 1689 och överste i holländsk tjänst 1691. Han återvände till Sverige och blev överste för Älvsborgs regemente 1698 och generalmajor 1709.
Sparrfelt var landshövding i Gotlands län 1708–1710 och i Älvsborgs län 1710–1716.